# Palermo árabe-normanda e as catedrais de Cefalù e Monreale
Palermo árabe-normanda e as catedrais de Cefalù e Monreale são um conjunto de nove estruturas religiosas e cívicas localizadas na costa norte da Sicília, datadas da época do Reino da Sicília normando (1130-1194): dois palácios, três igrejas, uma catedral e uma ponte em Palermo, além das catedrais de Cefalù e Monreale. Juntos, eles foram declarados Património Mundial da UNESCO. Esta consagração ocorreu em 2015.
Os novos governantes normandos construíram diversas estruturas no que ficou conhecido como estilo árabe-normando. Eles incorporaram as melhores práticas da arquitetura árabe e bizantina à sua própria arte. Embora cada um dos sítios tenha sido construído por um construtor diferente, eles estão interligados devido à arquitetura e ao período de tempo compartilhados.
Na sexta-feira após esses locais receberem o status de Patrimônio Mundial, a Itália comemorou com uma cerimônia. Enquanto o prefeito de Palermo, Leoluca Orlando, e o então presidente italiano, Sergio Mattarella, descerravam uma placa, várias autoridades e figuras públicas italianas compareceram à entrada do Palazzo dei Normanni, que sedia a Assembleia Regional Siciliana. Ele disse: "enviamos esta mensagem de coexistência". O presidente destacou as contribuições dos árabes e normandos para a história da Itália.
Atualmente, todos os edifícios estão em constante restauração e cuidados. Esses cuidados variam de local para local, mas geralmente consistem em restauração temática (limpeza, manutenção de murais, etc.), pesquisa (como o edifício poderia ter sido originalmente e o que foi feito lá) e restauração estrutural (garantindo que o edifício seja seguro e estruturalmente sólido).

## Sítios inscritos
| Sítio                                 | Cidade   | Imagem |
| ------------------------------------- | -------- | ------ |
| Palácio Real ou Palácio dos Normandos | Palermo  |        |
| Capela Palatina do Palácio Real       | Palermo  |        |
| La Zisa                               | Palermo  |        |
| Catedral da Assunção da Virgem Maria  | Palermo  |        |
| Igreja de São João dos Eremitas       | Palermo  |        |
| Igreja da Martorana                   | Palermo  |        |
| Igreja de São Cataldo                 | Palermo  |        |
| Ponte do Almirante                    | Palermo  |        |
| Catedral de Cefalù                    | Cefalù   |        |
| Catedral de Monreale                  | Monreale |        |